# Sétima Legião
Sétima Legião war eine portugiesische Popband aus Lissabon.

## Geschichte
Der Name bedeutet auf Deutsch „Siebte Legion“ und bezieht sich auf die römische Armee, die in das Gebiet des heutigen Portugal geschickt wurde, der damaligen römischen Provinz Lusitanien. Die Gruppe gründete sich 1982 unter dem Einfluss von New-Wave-Bands, vor allem Joy Division, und mischte diese mit keltischer Folkmusik, vor allem aus dem Norden Portugals und aus Galicien. Der Einfluss des New Wave ging nach dem ersten Album zu Gunsten poppigerer Klänge zurück, die melancholische Grundstimmung blieb dabei jedoch erhalten, und die traditionelle Folkmusik wurde dazu stärker betont. So kamen verstärkt traditionelle Varianten von Dudelsack, Trommel und Flöten zum Einsatz. Nachdem ihr Album Mar d´Outubro von 1987 mit über 15.000 verkauften Exemplaren Silberstatus in Portugal erreichte, verkaufte das folgende De Um Tempo Ausente (1989) dann über 25.000 Einheiten und wurde mit einer Goldenen Schallplatte ausgezeichnet. Die Sängerin Tereza Salgueiro von der Band Madredeus war eine der Gastmusiker auf dem Album. Das folgende O Fogo erreichte solche hohen Verkaufszahlen nicht.
Rodrigo  Leão verließ 1993 die Band, und dann auch die ebenfalls von ihm mitbegründeten Madredeus, zu Gunsten seiner Solo-Karriere. Sétima Legião galten als aufgelöst in der Musikszene des Landes, und das Album Auto de Fé mit Live-Aufnahmen 1994 wurde als Abschiedsalbum betrachtet. 1998 jedoch überraschten sie mit einem neuen Album, das einen ungewöhnlich hohen Anteil zeitgemäßer elektronischer Musik und zudem eine Reihe Volksweisen-Samples enthielt, aus den Fernsehsendungen Povo que canta des Musikethnologen Michel Giacometti aus den frühen 1970er Jahren. Das Album erhielt gute Kritiken, jedoch blieben frühere Verkaufserfolge aus, auch auf Grund der wenigen Aktivitäten der Band, etwa Auftritte. 2003 traten sie zuletzt mit einem Konzert und einer begleitenden Ausstellung über die Gruppe in Erscheinung.
Zu ihrem 30-jährigen Bandjubiläum erschien 2012 mit Memórias eine Compilation ihrer wichtigsten Lieder zusammen mit einer DVD mit alten Konzertaufnahmen und Videoclips der Band. Im Sommer des Jahres spielte die Band eine Reihe von Konzerten in Portugal, mit einem geplanten endgültigen Abschied mit dem Abschlusskonzert am 11. Oktober 2012 im Coliseu do Porto.

## Diskografie

### Alben
- 1984: A Um Deus Desconhecido
- 1987: Mar d´Outubro
- 1989: De Um Tempo Ausente
- 1992: O Fogo
- 1994: Auto de Fé
- 1998: Sexto Sentido
- 2011: Sétima Legião (CD+Comic der Serie BD Pop-Rock Português)

### Kompilationen
- 2000: A História da Sétima Legião - Canções 1983 - 2000
- 2003: A História da Sétima Legião - Canções 1983 - 2003
- 2004: Sete Mares - Colecção Caravelas
- 2006: Grandes Êxitos
- 2008: Grandes Êxitos, vol.2
- 2012: Memória (CD+DVD)

### Singles
- 1983: Glória/Partida
- 1987: Sete Mares